# Distrito de Gasa
El Distrito de Gasa (en dzongkha: མགར་ས་རྫོང་ཁག) es el más septentrional de los veinte distritos (dzongkhag) en que se divide Bután. Cuenta con una superficie de 2.951 km² y albergaba una población de 4.090 personas en 2019, convirtiéndolo en uno de los distritos más grandes, el menos poblado y por lo tanto menos densamente poblado de todos los dzongkhags; también es el distrito menos desarrollado de Bután. Su capital es Gasa.

## Geografía

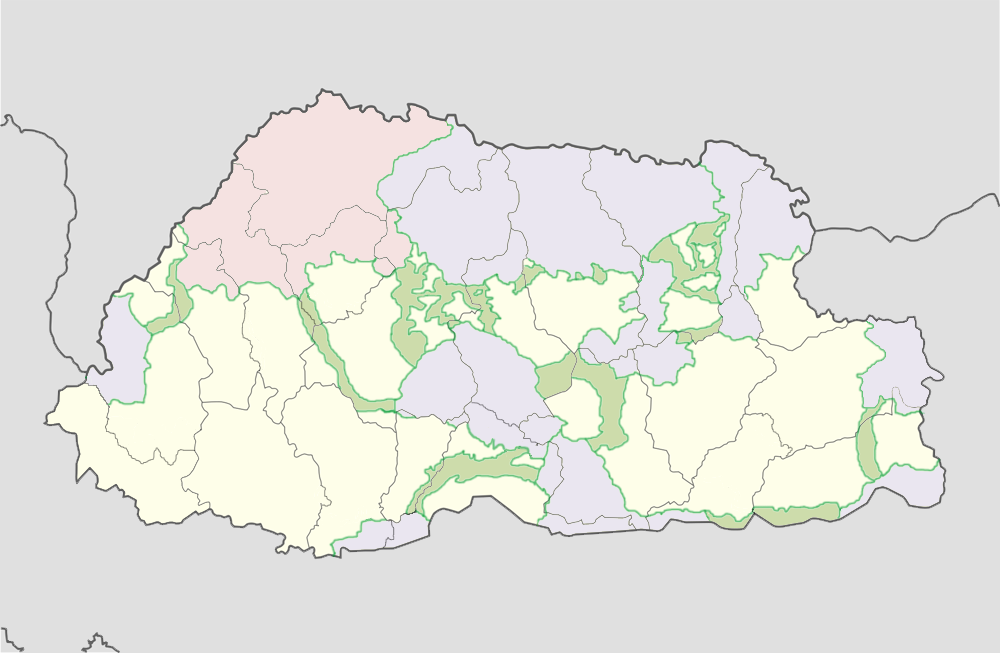
Parque Jigme Dorji (resaltado en rosa)

Gasa limita al norte con la Región Autónoma del Tíbet de la República Popular China y con los distritos de Timbu, Punakha y Wangdue Phodrang al sur. Las elevaciones en el distrito oscilan entre los 1.500 y los 4.500 metros sobre el nivel del mar. Gasa experimenta inviernos extremadamente largos y duros y veranos cortos. Aproximadamente el 68% de su superficie terrestre está cubierta de bosque, de la cual el 35% se trata de bosque de matorrales, el 27% de bosque de abetos, el 15% de bosque mixto de coníferas y el 4% de bosque de hoja ancha.
Toda la región es un área ambientalmente protegida de Bután. La mayor parte del dzongkhag se encuentra dentro del parque nacional Jigme Dorji, aunque los tramos del noreste de Gasa son parte del Parque del Centenario de Wangchuck (en el gewog de Lunana). La mayoría de las manadas conocidas de takín salvajes habitan la región, además otros animales moran en esas alturas del Himalaya, como el leopardo de las nieves, los pandas rojos o el oso negro. Varios de los glaciares de Bután se encuentran en Gasa, especialmente en el gewog de Lunana, que limita con el Tíbet.

## Economía

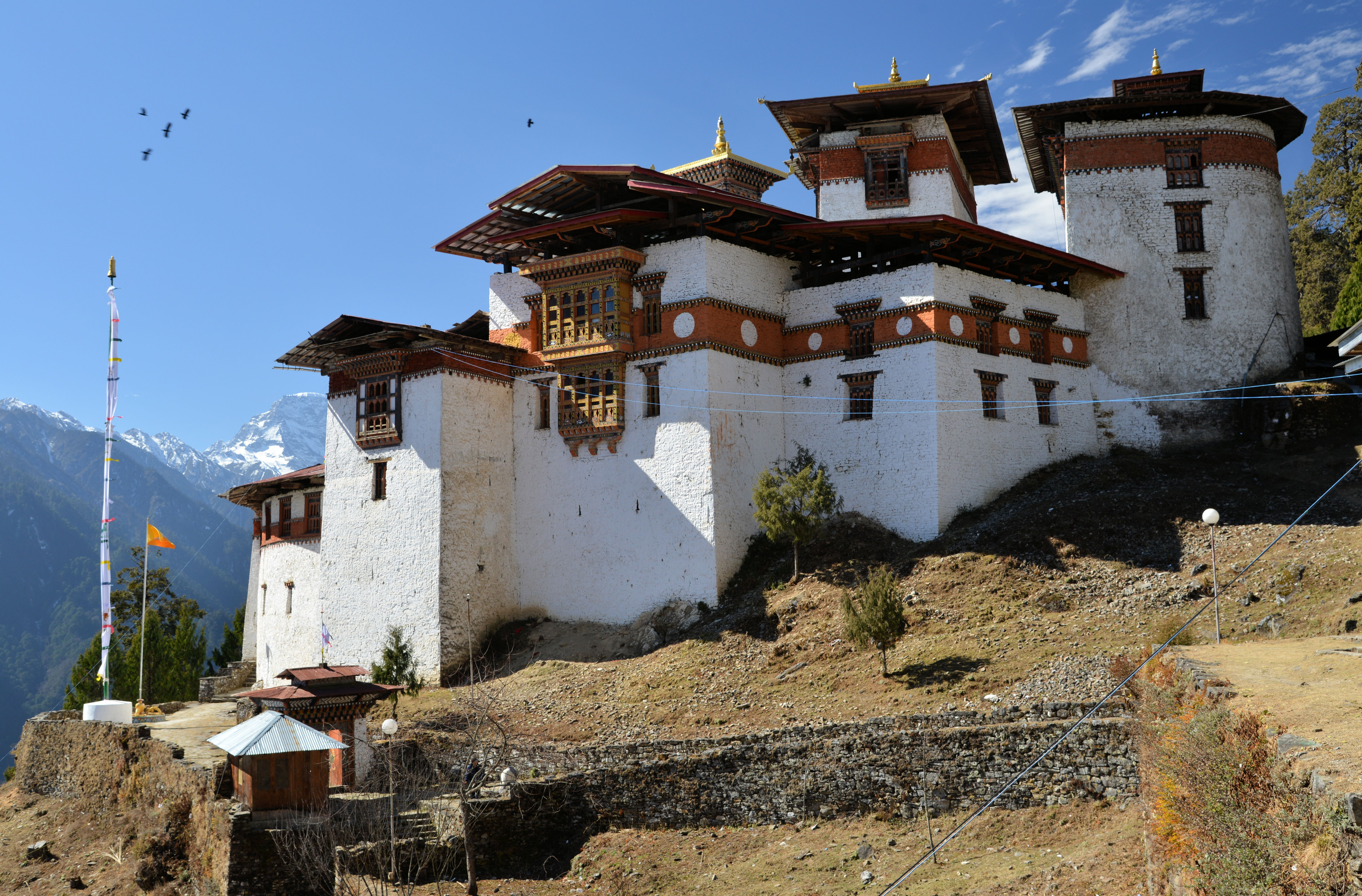
Vista del dzong de Gasa

Gasa se ha convertido en un destino turístico por sus bosques vírgenes y la ubicación de su dzong. En 2008, una inundación masiva en el Mo Chhu destruyó un popular complejo de aguas termales, que está en restauración y debía reabrir a fines de 2011. Las fuentes termales son otros recursos naturales importantes en el dzongkhag, que atraen a numerosos lugareños y turistas. Cada año, varios visitantes pasan por la región a lo largo de sus complicados senderos de trekking.
La gran altitud dificulta la agricultura, aunque los programas gubernamentales buscan establecer programas de plantación de hortalizas. Los residentes crían yaks y dzos, y un pequeño número se beneficia de la incipiente industria del turismo. Un camino estrecho desde Punakha, que en su mayoría no está pavimentado, llega hasta el dzong y se está ampliando hasta Laya.

## Municipios
El distrito de Gasa está dividido en cuatro municipios (gewogs):
- Goenkhamae
- Goenkaatoe
- Laya
- Lunana